# Giacomo Belvisi

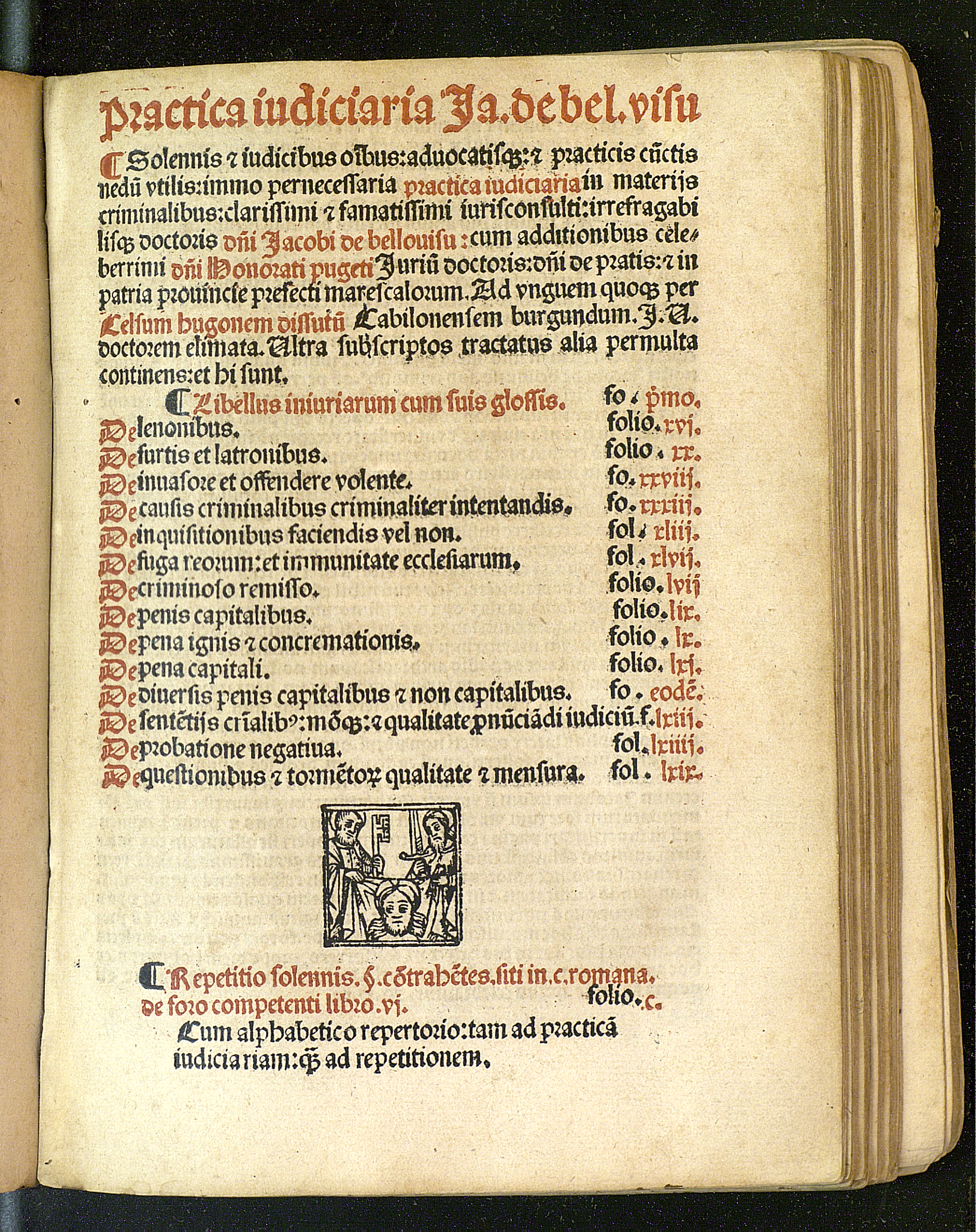
Practica iudiciaria, 1521

Giacomo Belvisi, o Iacopo di Belviso, in latino Jacobus de Belviso o de Belvisius (Bologna, 1270 circa – Bologna, gennaio 1335), è stato un giurista italiano.

## Biografia
Nato nel 1270 circa a Bologna (anche se il luogo non è certo), studiò nella città natale con Francesco d'Accorso e Dino del Mugello. Fu docente di diritto canonico presso l'università bolognese, dove iniziò ad insegnare con il solo baccellierato. Tra la fine del 1297 e i primi del 1298 si avvicinò politicamente a Carlo II d'Angiò, re di Sicilia, di Napoli e conte di Provenza, sostenitore del partito guelfo. Ottenne il dottorato ad Aix-en-Provence (dove risiedette per qualche tempo) dalle mani del cancelliere dello Studio di Napoli e alla presenza di Carlo II, stando a quanto Belvisi stesso scrisse nel proemio della sua opera più importante, Practica criminalis.
Bandito da Bologna per motivi politici, insegnò a Napoli (dal 1298 al 1302-1303), Padova (1306-1307), Siena (intorno al 1307-1308), Perugia (dal 1316 al 1324), facendo ritorno infine a Bologna nel 1321 per rimanervi come docente. Morì nella sua città natale nel gennaio 1335.
La sua fama è legata al trattato di diritto penale Practica criminalis, pubblicato a Lione nel 1515, anche se in passato alcuni hanno messo in dubbio la paternità di quest'opera.

## Opere

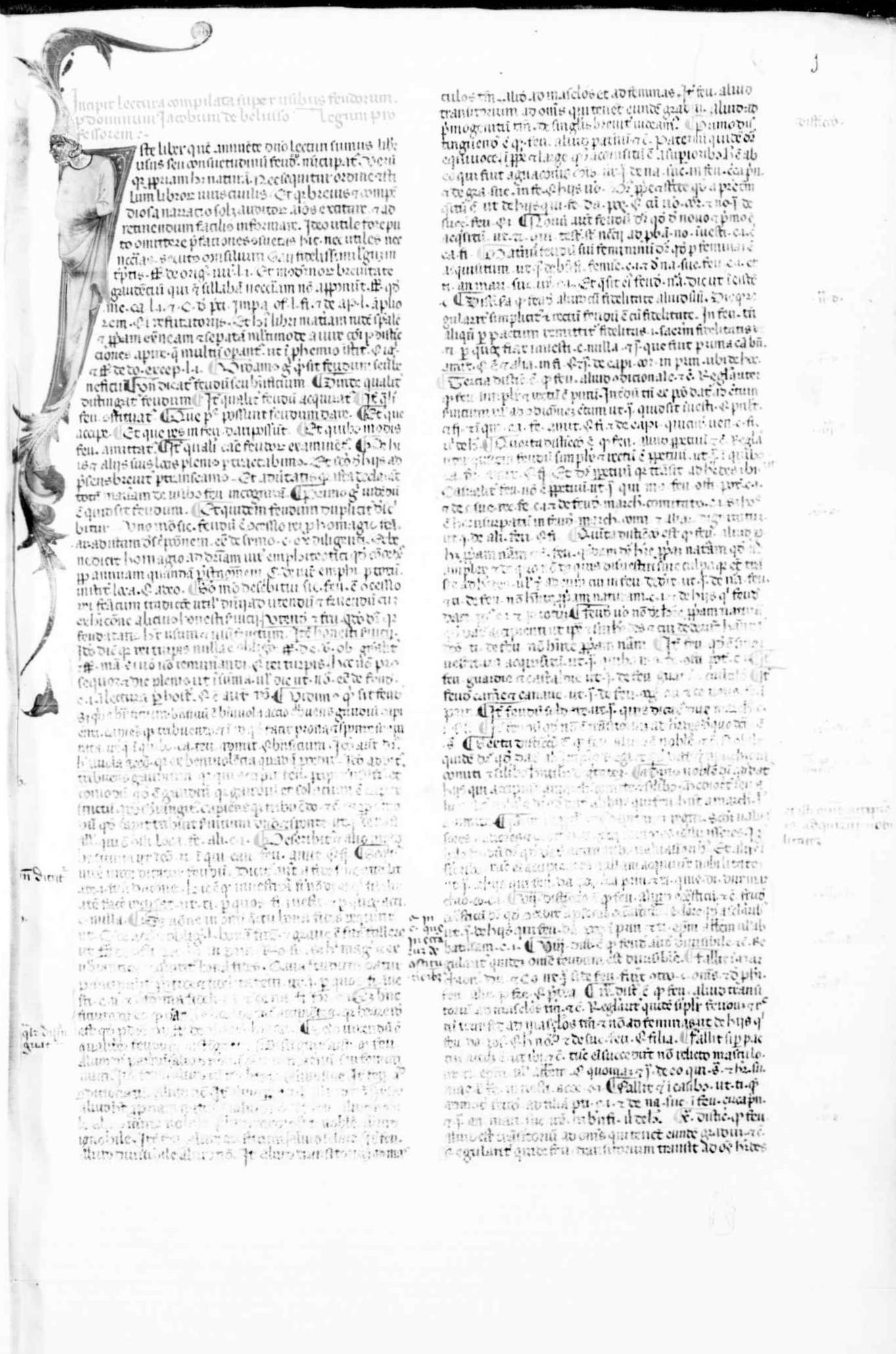
Lectura feudorum, manoscritto, XIV secolo. Madrid, Biblioteca Nacional de España, Manuscritos, MS 825 (antea 825), ff. 1r-30r.

- Lectura Authenticorum, Lione 1511.
- Practica criminalis, Lione 1515.
- (LA) Practica iudiciaria, Lyon, Jean Remy, 1521.

### Manoscritti
- Solutiones contrariorum, Singularia dicta aliquorum doctorum super Codice, 1326, Firenze, Biblioteca Nazionale Centrale, Fondo Nazionale, ms. II.I.344,  ff. 1-60, 61-98.
- Solutiones contrariorum insolutorum a glossatore, scripte hic secunda vice que ipse legit Perusio, XIV secolo, Madrid, Biblioteca Nacional de España, Manuscritos, MS 28,  ff. 36r-48r.
- Solutiones contrariorum et brocardorum in glossa Accursii non solutorum, XV secolo, Paris, Bibliothèque Nationale de France, Fonds latin, Lat. 4598,  ff. 88-99.
- Casus summarii Codicis, Authentici, Librorum feudorum, XV secolo, Leipzig, Universitätsbibliothek, Handschriften, Ms 909,  ff. 1-192v, 192v-217v, 217v-233r.
- Lectura feudorum, XIV secolo, Madrid, Biblioteca Nacional de España, Manuscritos, MS 825 (antea 825),  ff. 1r-30r.
- Lectura Authentici, XIV secolo, Olomouc, Zemský archiv v Opavě, pobočka Olomouc, Rukopisy, C.O. 196,  ff. 55r-67r.
  -  Lectura Authentici, XV secolo, Torino, Biblioteca Nazionale Universitaria, Fondo manoscritti, ms. H.I.17.